# Ernest Vaughan
Ernest Vaughan (Saint-Germain-en-Laye, 10 gennaio 1841 – Parigi, 21 gennaio 1929) è stato un giornalista e scrittore francese.

## Biografia
Già apprendista tappezziere e poi imprenditore artigiano, vicino alle idee di Proudhon, aderì alla Prima Internazionale nel 1867 e fu favorevole alla Comune di Parigi. Alla sua caduta, dovette fuggire in Belgio per sottrarsi alla repressione del governo di Versailles. A Bruxelles fondò il giornale La Bombe.
Tornato a Parigi con l'amnistia del 1880, nel 1881 divenne il direttore responsabile de L'Intransigeant di Henri Rochefort e dal 1888 diresse il quotidiano socialista Le Petit Lyonnais.
Nell'ottobre del 1897 fondò L'Aurore con Urbain Gohier e Georges Clemenceau. Il quotidiano, schierato a favore dell'innocenza del maggiore Dreyfus, pubblicò il 13 gennaio 1898 il famoso J'accuse di Émile Zola e divenne uno dei giornali più letti di Francia.
Lasciata la stampa nel 1903, Vaughan divenne direttore dell'Istituto per ciechi Quinze-Vingts. Nel 1902 pubblicò le sue memorie.

## Scritti
- Frère Jean. Du neuf et du vieux, 1866
- Satires politiques, 1870
- Joyeusetés de Frère-Jean, 1875
- Maison Cochery et Cie, postes et télégraphes, 1883
- L'intermezzo, 1884
- Le Pilori de l'Intransigeant, 1885
- Souvenirs sans regrets, 1902
- L'Assistance aux aveugles en Bohême, 1908
- Notice historique sur les Quinze-vingts, 1909
- Les Quinze-vingts, ce qu'ils sont, ce qu'ils devraient être, 1910